# Marano Equo
Marano Equo è un comune italiano di 760 abitanti della città metropolitana di Roma Capitale nel Lazio.

## Geografia fisica

### Territorio
Disposto sulla sommità meridionale di una collina la cui altitudine massima è 488 metri, il paese è racchiuso a ovest dalla dorsale dei Monti Ruffi, dove il territorio comunale arriva anche ai 700 m s.l.m., mentre a est si affaccia con un ripido declivio sulla valle dell'Aniene avendo a fronte il boscoso versante occidentale dei Monti Simbruini.
Il paese è famoso in particolar modo per le sue acque, non solo minerali, che sgorgano in grande quantità e con diversa qualità ai piedi della collina.
Tali fonti hanno costituito un fenomeno di grande importanza per la zona fin dai tempi dell'antica Roma, tant'è che l'acquedotto Claudio (ma anche l'Acqua Marcia e l'Aqua Augusta ) captava l'acqua dai piccoli laghi formati da due sorgenti, denominate Curzia e Cerulea grazie alla limpidezza dell'acqua, tra gli odierni comuni di Arsoli e Marano Equo.

## Origini del nome
La derivazione del nome Marano non è tutt'oggi chiara, diverse sono le ipotesi ad esempio c’è chi le riconduce ad un antico territorio appartenuto a un tal Mario in epoca romana, o ancora pare che facesse riferimento alla prosperità delle sue acque (Maranis: Marrana). Alcuni affermano che il nome provenga da un antico possedimento degli Equi, o ancora che fosse collegata all'antica invasione saracena (come testimonia anche il nome di un paese limitrofo: Saracinesco) grazie ad un Marham utilizzato come termine dispregiativo per indicare i Mori convertiti al cristianesimo.
La seconda parte del toponimo deriva dall'antico popolo degli Equi.

## Storia
La storia di Marano Equo si lega indissolubilmente al periodo benedettino, quando i monaci iniziarono costruire abbazie e castelli in luoghi strategici per essere ben difese da attacchi esterni. Stiamo parlando circa dell’anno Mille, quando possiamo trovare riscontri storici circa la costruzione del castello del paese, in particolare nella bolla di papa Pasquale II; il castello è unito ad altre fortezze di stanziamenti vicini attraverso una strada che riportava sulla Sublacense attraversando il ponte ligneo di Marano, citato nei documenti fino al 1809. In seguito il castello risulta posseduto da varie personalità riconducibili all’ordine benedettino che hanno plasmato le zone intorno alla struttura secondo un’impronta architettonica e ambientale ben riconoscibile: nella parte più alta del possedimento c’era, appunto, il castello fortificato adibito ad abitazione del possedente, mentre nella parte antistante c’era la cosiddetta Piazza di Corte e una piccola chiesa. Struttura che ancora oggi possiamo ritrovare nel paese nonostante siano state apportate diverse modifiche all’urbanistica.
Nel 1471 il castello di Marano e quindi anche i suoi possedimenti passarono dall’autorità abbaziale al commendatario, ancora una volta appartenente al clero, nel 1753 passerà direttamente sotto il controllo papale.
Durante il periodo napoleonico in Italia, gli abitati non videro di buon occhio le innovazioni francesi tanto da combattere gli occupanti inoltrandosi nella fitta boscaglia che circonda il paese.
Nel ventennio fascista Marano risulta attiva nel prendere parte ai combattimenti fascisti registrando un alto tasso di iscrizione al Partito d'Azione pur mantenendo la preferenza per la monarchia.
Ad oggi Marano Equo, risulta perfettamente inserito nella geografia e nella vita dei paesi limitrofi, è riuscita ad emanciparsi dall’influenza sublacense ottenendo una propria autonomia, per quanto resti comunque legata a Subiaco e ai paesi vicini per comunanza storica, civile e religiosa.

### Simboli
Lo stemma del comune di Marano Equo è stato riconosciuto con decreto del capo del governo del 3 maggio 1943. Vi sono rappresentate in campo azzurro tre torri di rosso, merlate alla guelfa, unite da una cinta muraria e fondate su campagna di verde.
Il gonfalone è un drappo di bianco con decorazioni dorate.

## Monumenti e luoghi d'interesse

### Architetture Civili e Militari
- Torrione Castello, i primi documenti che ne parlano risalgono alla fine del 900 E.C.

### Architetture religiose
- Chiesa di San Biagio
- Chiesa della Madonna della Pietà
- Chiesa della Madonna della Quercia

## Società

### Evoluzione demografica
Abitanti censiti

### Etnie e minoranze straniere
Secondo i dati ISTAT al 31 dicembre 2010 la popolazione straniera residente era di 78 persone. Le nazionalità maggiormente rappresentate in base alla loro percentuale sul totale della popolazione residente erano:
- Repubblica Democratica del Congo 20 (2,42%)
- Romania 17 (2,06%)
- Macedonia del Nord 9 (1,09%)

### Tradizioni e folclore
- Festa patronale di san Biagio: 3 febbraio
- Festa della Madonna della Quercia: 5 agosto
- Festa di san Rocco: 16 agosto

### Istituzione, enti e associazioni
Complesso Bandistico "Del Sole",
Nuova Corale di Marano Equo,
Associazione Culturale EquaMente
Associazione Viva la Vita Onlus,
Associazione Socio Culturale Nuovi Orizzonti Onlus,
Amici dei Monti Ruffi,
Amici D'Europa,
GCPC (protezione civile),
Comitato SS. Trinità,
Gruppo Giovanile Marano Equo.

## Infrastrutture e trasporti

### Strade
- Strada statale 411 Sublacense, che collega la strada statale 5 Via Tiburtina Valeria a Subiaco, lambendo il centro abitato di Marano Equo.

## Amministrazione
Nel 1872 Marano cambia denominazione in Marano Equo.
| Periodo           | Periodo           | Primo cittadino | Partito                           | Carica  | Note |
| ----------------- | ----------------- | --------------- | --------------------------------- | ------- | ---- |
| 5 aprile 2015     | 21 settembre 2020 | Carlo Maglioni  | Lista civica                      | Sindaco |      |
| 21 settembre 2020 | in carica         | Franco Tozzi    | Lista civica Per Marano Equo 2020 | Sindaco |      |

### Altre informazioni amministrative
- Fa parte della Comunità montana dell'Aniene

## Sport
Il club calcistico cittadino è l'ASD Marano Equo militante in Seconda Categoria.